# Comuna Șevcenka, Ceaplînka
Șevcenka (în ucraineană Шевченка) este o comună în raionul Ceaplînka, regiunea Herson, Ucraina, formată din satele Maiaciînka, Rohaciînka și Șevcenka (reședința).

## Demografie
Componența lingvistică a comunei Șevcenka
     Ucraineană (95,85%)
     Rusă (4,15%)
Conform recensământului din 2001, majoritatea populației comunei Șevcenka era vorbitoare de ucraineană (95,85%), existând în minoritate și vorbitori de rusă (4,15%).